# ティトゥス・クィンクティウス・ポエヌス・カピトリヌス・クリスピヌス
ティトゥス・クィンクティウス・ポエヌス・カピトリヌス・クリスピヌス（Titus Quinctius Poenus Capitolinus Crispinus）は紀元前4世紀の共和政ローマの政治家であり、独裁官（ディクタトル）と執政官（コンスル）を務めた。

## 経歴
クィンクティウス氏族の出身。紀元前361年にはガリアとの戦いのために独裁官に任命され、これに勝利して同年に凱旋式を実施している。マギステル・エクィトゥム（副官）は執政武官を6回務めたセルウィウス・コルネリウス・マルギネンシスであった。
ティトゥス・クィンクティウスの軍には後に執政官と独裁官をそれぞれ三回務めることになるティトゥス・マンリウス・インペリオスス・トルクァトゥスが加わっており、彼の伝説的な勝利のエピソードの一つになっている。
「ヘルクルスにとって、この勝利は戦争全体の中で極めて決定的なものであった。ガリア軍はその夜に急いで野営地を離れ、ティブル族の領土へと移動した」
(ティトゥス・リウィウス『ローマ建国史』、VII, 11)
翌紀元前360年、ティトゥス・クィンクティウスは独裁官クィントゥス・セルウィリウス・アハラのマギステル・エクィトゥムを務めた。
紀元前354年にはマルクス・ファビウス・アンブストゥスと共に執政官に就任。両人ともパトリキ（貴族）であった。執政官就任中にローマはティブルとタルクィニアに勝利、サムニウムは講和を求めてきた。
「タルクィニアに対してローマは容赦しなかった。多くは戦闘で戦死し、358人の貴族は捕虜となってローマに送られ、残りの人々は殺害された」
(ティトゥス・リウィウス『ローマ建国史』、VII, 2, 19)
紀元前351年に2度目の執政官に就任。同僚執政官は5度目の執政官となったガイウス・スルピキウス・ペティクスであった。ガイウス・スルピキウスは対タルクィニア作戦を指揮し、ティトゥス・クィンクティウスはファルスキ（en）に対処した。戦闘は無かったが、ファルスキもタルクィニアも、長年自領が略奪されていることに疲弊しており、休戦を求めた。ローマは両都市と40年間の休戦条約を結んだ。
リウィウスによると、紀元前342年、ティトゥス・クィンクティウスは第1次サムニウム戦争中にカプアに駐屯していた兵士が反乱すると、これに対処することとなった。しかし独裁官マルクス・ウァレリウス・コルウスが交渉によってこれを解決した。

## 参考資料
- ティトゥス・リウィウス『ローマ建国史』
- William Smith, Dictionary of Greek and Roman Biography and Mythology , Boston, 1870.